# Raiganj
Raiganj là một thành phố và khu đô thị của quận Uttar Dinajpur thuộc bang Tây Bengal, Ấn Độ.

## Địa lý
Raiganj có vị trí 25°37′B 88°07′Đ / 25,62°B 88,12°Đ Nó có độ cao trung bình là 40 mét (131 feet).

## Nhân khẩu
Theo điều tra dân số năm 2001 của Ấn Độ, Raiganj có dân số 165.222 người. Phái nam chiếm 53% tổng số dân và phái nữ chiếm 47%. Raiganj có tỷ lệ 75% biết đọc biết viết, cao hơn tỷ lệ trung bình toàn quốc là 59,5%: tỷ lệ cho phái nam là 79%, và tỷ lệ cho phái nữ là 71%. Tại Raiganj, 11% dân số nhỏ hơn 6 tuổi.